# John Duff
John Duff (ur. 17 stycznia 1895 roku w Kiukiang, zm. 8 stycznia 1958 roku w Epping Forest) – kanadyjski kierowca wyścigowy.

## Kariera
W swojej karierze Duff startował głównie w wyścigach samochodów sportowych. W latach 1923-1925 Kanadyjczyk pojawiał się w stawce 24-godzinnego wyścigu Le Mans w samochodzie Bentleya. W pierwszym sezonie startów stanął na najniższym stopniu podium klasyfikacji klasy 3, a w klasyfikacji generalnej uplasował się na czwartej pozycji. Rok później w klasie trzeciej był już najlepszy. Odniósł w niej zwycięstwo, co było równoznaczne ze zwycięstwem w całym wyścigu. W 1925 roku nie zdołał osiągnąć linii mety. W 1926 roku Duff startował w Stanach Zjednoczonych w mistrzostwach AAA Championship Car oraz towarzyszącym mistrzostwom słynnym wyścigu Indianapolis 500, będącym w latach 1923-1930 jednym z wyścigów Grandes Épreuves. W Indy 500 dojechał do mety na dziewiątym miejscu. W mistrzostwach AAA raz stanął na podium. Uzbierane 155 punktów dało mu siedemnastą pozycję w końcowej klasyfikacji kierowców.